# Michal Handzuš
Michal Handzuš (* 11. März 1977 in Banská Bystrica, Tschechoslowakei) ist ein ehemaliger slowakischer Eishockeyspieler, der im Verlauf seiner aktiven Karriere zwischen 1993 und 2017 unter anderem 1125 Spiele für die  St. Louis Blues, Phoenix Coyotes, Philadelphia Flyers, Chicago Blackhawks, Los Angeles Kings und San Jose Sharks in der National Hockey League auf der Position des Centers bestritten hat. Seine größten Karriereerfolge feierte Handzuš in Diensten der Chicago Blackhawks mit dem Gewinn des Stanley Cups im Jahr 2013 und im Trikot der slowakischen Nationalmannschaft mit dem Sieg bei der Weltmeisterschaft 2002.

## Karriere
Handzuš begann seine Karriere in seiner Heimatstadt beim SK Banská Bystrica. Seinen ersten Einsatz in der Herrenmannschaft hatte er in der Saison 1993/94 in der zweitklassigen 1. Liga der Slowakei. Während des NHL Entry Draft 1995 wurde er von den St. Louis Blues in der vierten Runde an 101. Stelle und im selben Jahr beim CHL Import Draft von den Olympiques de Hull als insgesamt 34. Spieler ausgewählt, verblieb aber in der Slowakei und spielte sowohl noch eine Saison für seinen Heimatverein, als auch eine weitere für den ŠKP PS Poprad.
Im Sommer 1997 holten ihn die Blues in ihr Farmteam nach Worcester zu den Worcester IceCats, wo er zu überzeugen wusste. Ab der folgenden Spielzeit spielte er ausschließlich in der National Hockey League. Im März 2001 wurde er zusammen mit Ladislav Nagy, Jeff Taffe und zwei Draft-Wahlrechten an die Phoenix Coyotes abgegeben, die im Gegenzug Keith Tkachuk zu den Blues transferierten. Handzuš lief zwei Spielzeiten für die Coyotes auf und wurde im Juni 2002 zusammen mit Robert Esche zu den Philadelphia Flyers transferiert. Die Tauschobjekte dieses Handels waren Brian Boucher und ein Draftpick.
Während des Lockouts in der NHL-Saison 2004/05 spielte Handzuš für den HKm Zvolen, mit dem er das Playoff-Finale der slowakischen Extraliga erreichte. Nach dem Ende des Streiks kehrte er nach Philadelphia zurück und wurde ein Jahr später an die Chicago Blackhawks abgegeben, die dafür Kyle Calder zu den Flyers transferierten. Nach acht Spielen für Chicago erlitt Handzuš jedoch einen Kreuzbandriss, so dass er den Rest der Saison 2006/07 verpasste. Da sein Vertrag mit den Blackhawks im Sommer 2007 auslief, unterschrieb er einen Vertrag als Free Agent bei den Los Angeles Kings.
Am 1. Juli 2011 unterzeichnete Handzuš einen Kontrakt für zwei Jahre bei den San Jose Sharks. Anfang April 2013 transferierten ihn diese zu den Chicago Blackhawks. Sein Einjahresvertrag wurde dort im Anschluss an die Saison 2013/14 nicht verlängert.
Anschließend kehrte Handzuš nach Europa zurück und wurde im Dezember 2014 vom HC 05 Banská Bystrica verpflichtet, für den er bereits während des Lockouts in der Saison 2012/13 gespielt hatte. Mit dem HC 05 gewann er 2017 die slowakische Meisterschaft. Aufgrund einer Handverletzung, die eine Operation nötig machte, verpasste er die komplette Spielzeit 2017/18. Er überbrückte diese Zeit als Traineraushilfe beim Deutschland Cup 2018 und für wenige Spiele beim HC 05 Banská Bystrica. Anschließend beendete er seine aktive Karriere.

### International
Handzuš vertrat seit 1994 sein Heimatland bei internationalen Titelkämpfen. Seine erste Berufung erhielt er zur Junioren-Europameisterschaft der B-Gruppe 1995, als der Aufstieg in die A-Gruppe gelang. In den folgenden zwei Jahren nahm er an den U20-Junioren-Weltmeisterschaften teil, sowie 2000, 2002, 2005 und 2009 an den Weltmeisterschaften der Herren. Dabei gewann er mit der slowakischen Nationalmannschaft 2000 und 2012 die Silbermedaille und wurde 2002 Weltmeister. Ein weiterer Höhepunkt war die Berufung in den Kader der slowakischen Nationalmannschaft für die Olympischen Winterspiele 2002 in Salt Lake City und 2010 in Vancouver. Für den World Cup of Hockey 2004 war der Center ebenfalls nominiert, verletzte sich aber in einem Vorbereitungsspiel gegen Schweden.

## Erfolge und Auszeichnungen
| - 1995 Meister der 1. slowakischen Liga und Aufstieg in die slowakische Extraliga mit dem ŠK Banská Bystrica - 1998 Teilnahme am AHL All-Star Classic - 2005 IIHF-Continental-Cup-Gewinn mit dem HKm Zvolen - 2005 Topscorer des IIHF Continental Cups - 2005 Bester Stürmer des IIHF Continental Cups | - 2005 Slowakischer Vizemeister mit dem HKm Zvolen - 2005 All-Star-Team der slowakischen Extraliga - 2013 Stanley-Cup-Gewinn mit den Chicago Blackhawks - 2017 Slowakischer Meister mit dem HC 05 Banská Bystrica |

### International

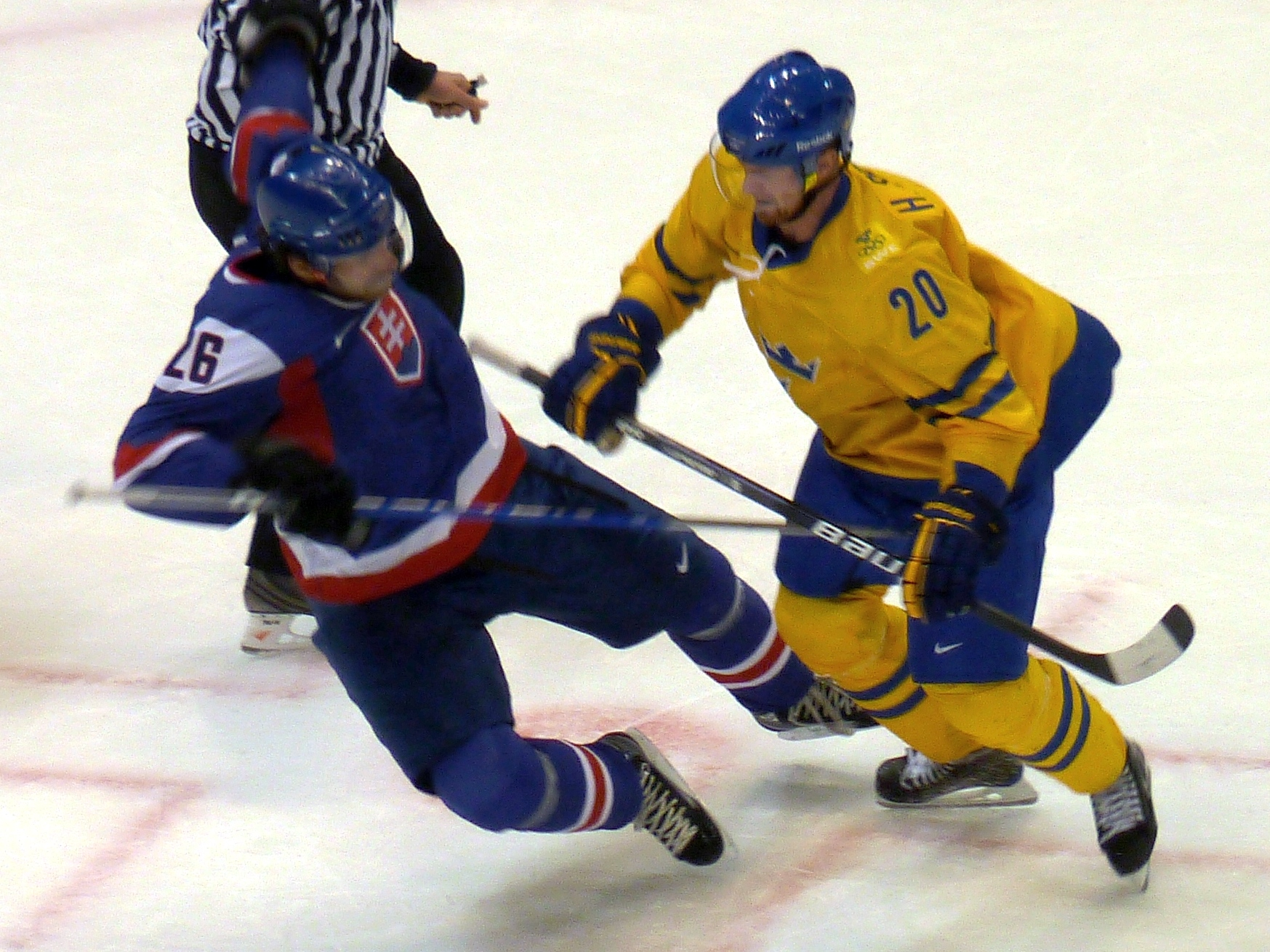
Handzuš (links) im Duell mit dem Schweden Henrik Sedin bei den Olympischen Winterspielen 2010 in Vancouver

- 1995 Aufstieg in die A-Gruppe bei der U18-Junioren-B-Europameisterschaft
- 2000 Silbermedaille bei der Weltmeisterschaft
- 2002 Goldmedaille bei der Weltmeisterschaft
- 2012 Silbermedaille bei der Weltmeisterschaft

## Karrierestatistik

### International
Vertrat die Slowakei bei:
| - U18-Junioren-B-Europameisterschaft 1995 - U20-Junioren-Weltmeisterschaft 1996 - U20-Junioren-Weltmeisterschaft 1997 - Weltmeisterschaft 2000 - Olympischen Winterspielen 2002 - Weltmeisterschaft 2002 - World Cup of Hockey 2004 | - Weltmeisterschaft 2005 - Weltmeisterschaft 2009 - Olympischen Winterspielen 2010 - Weltmeisterschaft 2011 - Weltmeisterschaft 2012 - Olympischen Winterspielen 2014 |

(Legende zur Spielerstatistik: Sp oder GP = absolvierte Spiele; T oder G = erzielte Tore; V oder A = erzielte Assists; Pkt oder Pts = erzielte Scorerpunkte; SM oder PIM = erhaltene Strafminuten; +/− = Plus/Minus-Bilanz; PP = erzielte Überzahltore; SH = erzielte Unterzahltore; GW = erzielte Siegtore; 1 Play-downs/Relegation; Kursiv: Statistik nicht vollständig)